# 阿根廷国家女子足球队
阿根廷国家女子足球队，为阿根廷在女子足球项目上的国家代表队。阿根廷尚无女足职业联赛，所以球员基本上是业余球员或是去歐洲、美國女子聯賽角逐。

## 世界杯参赛记录
- 1991：未参赛
- 1995：未晋级
- 1999：未晋级
- 2003：小组赛
- 2007：小组赛
- 2011：未晋级
- 2015：未晋级
- 2019：小组赛
- 2023：小组赛

## 外部連結
- 官方网站
- FIFA頁面, FIFA.com